# Domvogt
Der Domvogt ist der Verwalter der Güter des jeweiligen Domkapitels und als solcher hat er einen unbeschränkten Zugang zu den Besitztümern des jeweiligen Bistums.
In der Vergangenheit wurden die Söhne von adeligen Familien gerne als Domvogte eingesetzt, da man ihnen großes Vertrauen aussprach.
Wichtig für die Entwicklung des Heiligen Römischen Reiches Deutscher Nation bis zur Säkularisation war das Domkapitel Regensburg, deren Domvogte nebst Nachkommen sich auch nordwärts bewegten. So war Friedrich I. von Schwarzenburg, ein Nachkomme des Domvogtes Friedrich I. von Regensburg, als Erzbischof von Köln an der Expansion des Herzogtums Westfalen beteiligt.